# Aulacaspis neoguineensis
Aulacaspis neoguineensis är en insektsart som beskrevs av Williams och Watson 1993. Aulacaspis neoguineensis ingår i släktet Aulacaspis och familjen pansarsköldlöss.
Artens utbredningsområde är Papua Nya Guinea. Inga underarter finns listade i Catalogue of Life.